# فلاش كومكس
فلاش كومكس (بالإنجليزية: Flash Comics)‏ هي أنثولوجيا قصص مصورة تم نشرها بواسطة أول أميريكان بابلكيشنز ثم لاحقا بواسطة دي سي كومكس. صدر منها 104 عددا نشرت خلال الفترة من يناير 1940 إلى فبراير 1949. وعلى الرغم من أن العنوان باسم شخصية فلاش (البرق) إلا أن البرق كان واحدا فقط من العديد من الشخصيات التي كانت محور القصة.